# Tephrina cinerescens
Tephrina cinerescens là một loài bướm đêm trong họ Geometridae.